# Mareeba storeyi
Mareeba storeyi (лат.) — вид хищных коротконадкрылых жуков, единственный в составе монотипического рода Mareeba из подсемейства ощупники (Pselaphinae).

## Распространение
Австралия (Квинсленд, Северная территория).

## Описание
Мелкие коротконадкрылые жуки—ощупники (Pselaphinae). Длина тела 1,7—1,9 мм. Голова, пронотум и ноги грубо микроскульптированы, надкрылья и брюшко гладкие. Глаза самцов и самок состоят из 25 фасеток. Апикальные четыре членика усиков увеличенные (образуя некоторое подобие четырёхчлениковой булавы), шаровидные, вентрально слегка сплющенные. Нижнечелюстные щупики короткие, 4-й сегмент градуально расширяется латерально от основания к вершине. Пронотум с килевидными краевыми латеральными каёмками в апикальной половине. Глаза относительно очень крупные, занимают большую часть боковой поверхности головы. Вид был впервые описан в 2001 году американским энтомологом профессором Дональдом С. Чандлером (Chandler Donald S.; University of New Hampshire, Durham, Нью-Гэмпшир, США) вместе с таксонами Bellenden monteithi, Peckiella podocarpus, Kakadu pecki и другими.
Таксон Mareeba storeyi выделен в отдельный монотипический род Mareeba и отнесён к трибе Pselaphini из подсемейства Pselaphinae.